# Касумі Йошідзава
Касумі Йошідзава (яп. 芳澤 かすみ, кириліз.: Йошідзава Касумі), справжнє ім'я — Суміре Йошідзава (яп. 芳澤 かすみ, кириліз.: Йошідзава Суміре) — персонаж гри Persona 5 (2016), яка вперше з'явилась у перевиданні Persona 5 Royal (2019). Вона — художня гімнастка, як і її старша сестра, а також нова учениця Академії Шюджін, подібно до головного героя, Джокера. Протягом більшої частини гри Суміре фігурує як неігровий персонаж під іменем Касумі, однак ближче до фіналу розкривається її справжня особистість — вона видавала себе за померлу сестру, намагаючись впоратись із власною травмою. Її кодове ім'я як Примарної крадійки сердець — Фіалка (англ. Violet). Касумі також з’являється в манґа-адаптації Persona 5 та у грі Persona 5 Tactica як завантажуваний контент.
Персонаж створений дизайнером Шіґенорі Соеджімою, який, за власними словами, використав фотографію кінського хвоста як джерело натхнення для подальшого візуального оформлення. В англійській версії Суміре озвучує Лора Пост, а в японській — Сора Амамія.

## Створення
Йошідзава, як і більшість персонажів Persona 5, була створена дизайнером Шіґенорі Соеджімою. Протягом гри вона має три Персони: Попелюшка, Ванадіс і Елла. В інтерв’ю для GameSpot Соеджіма зазначив, що кожен персонаж, якого він розробляє, має так звану «стартову точку», і для Йошідзави такою стала фотографія зачіски з кінським хвостом. Він вважав зображення, де хвіст видно ззаду, милим і саме воно вплинуло на подальше опрацювання рис її обличчя.
Офіційний сайт Persona 5 описує Йошідзаву як «вродливу дівчину, яка вступила до Академії Шюджін навесні того ж року, що й головний герой».Також зазначається, що вона «досягала відмінних результатів у художній гімнастиці ще з часів середньої школи».

## Появи
Суміре Йошідзава, представлена головному героєві Рену Амамії під ім’ям Касумі, уособлює аркан Віри. На відміну від інших Соратників у грі, її соціальна лінія спочатку обмежується лише п’ятьма рівнями. У фокусі її взаємин із Джокером — гімнастика та особисте самовизначення. 3 жовтня, після того, як вона посідає третє місце на змаганнях, Суміре опиняється під загрозою втрати статусу почесної учениці. Згодом, разом із Джокером і Морґаною, вона випадково потрапляє до чужого Палацу в Метавсесвіті — паралельному світі, де Примарні крадії змінюють «серця» людей. У цьому Палаці вона пробуджує свою Персону Попелюшку, зіштовхнувшись із когнітивною проєкцією своєї покійної сестри, яка засуджує її за брак співчуття. Побачивши її силу, Джокер і Морґана пропонують їй приєднатися до Примарних крадіїв. Вона відмовляється, але висловлює готовність допомогти у разі потреби. Коли Джокер, рятуючись від поліції, тікає з Палацу Сае Нііджіми — подій, що перегукуються з прологом гри — Суміре рятує його від натовпу Тіней, віддаючи борг за те, що раніше неодноразово покладалася на його підтримку. Під час арки Шідо вона пропонує приєднатися до команди, проте її пропозицію відхиляють, побоюючись, що вона стане вразливою мішенню для Шідо.
На початку третього семестру Persona 5 Royal вона знову заходить до Метавсесвіту разом із Джокером і Ґоро Акечі, який вважається загиблим після подій у Палаці Шідо. Вони потрапляють до того самого таємничого Палацу, у який Суміре вже потрапляла раніше. Виявляється, що цей Палац був створений доктором Такуто Марукі — шкільним психологом Академії Шюджін, який, використовуючи когнітивну реальність, прагнув перетворити світ згідно з власними ідеалами. Саме він розкриває, що справжнє ім’я Йошідзави — Суміре, а Касумі була її старшою сестрою, яка загинула, рятуючи Суміре від автівки. Після цієї трагедії Суміре отримувала терапію від Марукі, який за допомогою когнітивного втручання навмисно змусив її повірити, що вона і є Касумі, щоб зняти з неї психологічний тягар. У ході конфлікту з Джокером її Персона виходить з-під контролю, однак згодом Суміре приймає правду: Касумі мертва, а вона — це вона. Вона офіційно приєднується до Примарних крадіїв під кодовим ім’ям Фіалка, англійський варіант її імені) й повторно пробуджує Сендрійон. Якщо гравець досяг 5-го рівня стосунків до 22 грудня та переміг Ялдабаоба, ця соціальна лінія відкриється до 10 рівня впродовж третього семестру. На 10-му рівні її Персона еволюціонує у Ванадіс, а за умови додаткової події — в Еллу. Суміре — одна з небагатьох членкинь Примарних крадіїв, які мають канонічне романтичне зацікавлення в Джокерові, незалежно від того, відповідає він їй взаємністю чи ні.
Йошідзава разом з Акечі з’являється в Persona 5 Tactica як завантажуваний контент. Вона також фігурує у манґа-адаптації Persona 5.

### В інших медіа
Йошідзава з'являється у вигляді безплатного скіну в грі Identity V.

## Сприйняття
Сюжетна лінія Суміре Йошідзави та сам персонаж загалом отримали переважно позитивні відгуки від критиків і фанатів. В офіційному голосуванні персонажів Persona 5 Royal вона посіла третє місце. Журналістка Polygon Лора Дейл зазначила, що додатковий контент у Persona 5 Royal, зокрема й Суміре, змусив її захотіти «перепройти гру, на яку в середньому витрачається понад 100 годин». У рецензії IGN Ліна Гейфер назвала нових персонажів, включно з Йошідзавою, «винагородою», хоча згодом висловила розчарування з приводу того, що Суміре приєднується до Примарних крадіїв лише у третьому семестрі. Дженні Лада з Siliconera у своєму огляді зазначила, що Йошідзава — це персонаж, із яким «глядач легко може себе ототожнити». Трістан Юрковіч з TheGamer назвав її однією з найкращих складових Persona 5 Royal, яка, за його словами, «виглядала доречною» та водночас «вставленою наче між іншим». Оглядач Game Informer Джо Джуба зарахував її до найкращих персонажів 2020 року, підкреслюючи, як її зовнішня життєрадісність і внутрішня боротьба ілюструють складність людей, які на перший погляд здаються оптимістичними. Водночас Лора Дейл із Polygon визнала, що хоч Касумі й добре прописана, її роль у першій частині сюжету виглядає «штучною», адже вона майже не залучена в головному конфлікті. Олів Го з Game Rant висловила розчарування тим, що Йошідзава не бере участі у боротьбі з Шідо. На її думку, мотивація виключити Суміре з цієї арки — надто слабка, адже вона вже на той момент продемонструвала свою силу та готовність. Вона вважає, що рішення розкрити її участь пізніше виглядає штучним, особливо з огляду на те, що гравець уже знає, що вона приєднається до команди. Також критик наголосила, що Палац Шідо — єдиний у грі, де не з’являється новий ігровий персонаж, тож саме участь Суміре могла б відповідати встановленому наративному шаблону.